# Matt Steigenga
Matt Steigenga, né le 27 mars 1970, à Grand Rapids, au Michigan, est un ancien joueur américain de basket-ball. Il évolue au poste d'ailier.

## Biographie
Méconnu, Matt Steigenga est champion National Basketball Association (NBA) lors de la saison 1996-1997 avec les Bulls de Chicago. Coéquipier de Michael Jordan notamment, ce remplaçant n'a cependant joué que deux matches pour douze minutes et trois points. Star universitaire — il est le meilleur joueur de l'État du Michigan à l'époque — devenue anonyme par la suite, il est drafté par les Bulls lorsqu'ils sont au sommet de la ligue. Non retenu après le camp d'entraînement, il ne trouve pas d'autres franchises et part à l'étranger. Après plusieurs années, à vingt-sept ans, il retourne chez lui à Milwaukee et contacte Jerry Krause avec qui il est resté proche pour obtenir deux billets pour assister à un match de playoff des Bulls,. Au lieu de cela, Krause lui propose d'intégrer l'équipe qui manque de joueurs valides après de nombreuses blessures. Il participe à un match à l'extérieur et un à domicile, respectivement contre Détroit et Toronto. Champion NBA, il n'intègre cependant pas l'équipe l'année suivante et ne joue plus en NBA.

## Palmarès
- McDonald's All-American 1988
- Champion NBA 1997
- Champion CBA 1998
- Finaliste des Jeux panaméricains de 1999